# Tage Reedtz-Thott
Kjeld Thor Tage Otto Reedtz-Thott (Gavnø, 13 marzo 1839 – Gavnø, 27 novembre 1923) è stato un politico danese, esponente del partito conservatore (Højre) e Primo ministro di Danimarca dal 7 agosto 1894 al 23 maggio 1897.